# Жилин, Павел Андреевич
Па́вел Андре́евич Жи́лин (5 [18] марта 1913, с. Воробьёвка, Воронежская губерния — 6 февраля 1987, Москва) — советский военный историк. Член-корреспондент АН СССР c 26 ноября 1968 года по Отделению истории (история СССР). Генерал-лейтенант (1968).

## Биография
Родился в селе Воробьёвка Богучарского уезда в крестьянской семье, окончил сельскую среднюю школу (1930). Работал в совхозе, затем в тресте и Наркомате земледелия РСФСР. В 1937—1940 годах находился в научной экспедиции на Чукотке.
Во время Великой Отечественной войны воевал в составе 33-й армии на Западном фронте. Участвовал в битве за Москву и освобождении Белоруссии.
Член ВКП(б) с 1942 года. Окончил военное училище (1942), Военную академию им. М. В. Фрунзе (1946, дипломная работа «Контрнаступление Кутузова в 1812 г.») и военно-исторический факультет Университета марксизма-ленинизма (1949). С мая 1947 по 1958 год находился на службе в Генеральном штабе ВС СССР: научный сотрудник, с апреля 1949 — старший научный сотрудник журнала «Военная мысль». Первые научные труды Жилина опубликованы в 1947 году, в 1948 году защитил кандидатскую диссертацию «Контрнаступление Кутузова в 1812 году».
С 1952 по 1954 годы был откомандирован в докторантуру Высшей военной академии им. К. Е. Ворошилова. В середине 1954 года приступил к исполнению обязанностей начальника военно-научного отдела журнала «Военная мысль» (утверждён в должности в июле 1955 года), где руководил публикацией исторических документов. Доктор исторических наук (1956, диссертация в двух томах «Полководческое искусство М. И. Кутузова в войнах против агрессии султанской Турции и наполеоновской Франции»), профессор (1961). С августа 1958 по 1964 годы — заместитель главного редактора «Военно-исторического журнала».
Заведующий кафедрой истории СССР (1959—1964), проректор (октябрь 1964—1966) АОН при ЦК КПСС, преподавал также в ВПА им. В. И. Ленина. Начальник Института военной истории МО СССР (октябрь 1966—1987). Генерал-лейтенант (1968).
Автор более 150 научных работ по военной истории. Заместитель председателя главных редакционных комиссий «Истории Второй мировой войны 1939—1945 гг.» (тт. 1—12, 1960—1965) и «Советской военной энциклопедии» (тт. 1—8, 1976—1980), член редколлегий изданий «Всемирная история» (тт. 1—13, 1955—1983) и «Вторая мировая война» (тт. 1—3, 1966). Заместитель академика-секретаря Отделения истории АН СССР, председатель Комиссии историков СССР и ГДР. Вице-президент Международного комитета истории Второй мировой войны.
Похоронен в Москве на Кунцевском кладбище (уч. 9).
Сын — военный историк Александр Жилин (1950—2006), работал в Институте всеобщей истории РАН.

## Основные работы
Книги

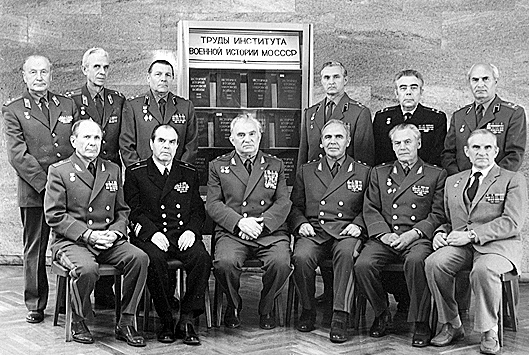
Сотрудники института военной истории.
В центре генерал-лейтенант П. А. Жилин

- Контрнаступление Кутузова в 1812 г. (1950; 2-е изд. 1953, под загл. «Контрнаступление русской армии в 1812 г.»)
- Разгром турецкой армии в 1811 г. (1952)
- Важнейшие операции Великой Отечественной войны 1941—1945 гг. (1956, редактор)
- Очерки по историографии советского общества (1965, редактор)
- Как фашистская Германия готовила нападение на Советский Союз (1965; 2-е изд. 1966)
- Гибель наполеоновской армии в России (1968; 3-е изд. 1988, под загл. «Отечественная война 1812 г.»)
- Беспримерный подвиг: разгром немецко-фашистских войск под Москвой (1968, редактор)
- На Северо-западном фронте (1941—1943) (1969, редактор)
- Великая Отечественная война 1941—1945 гг.: краткий научно-популярный очерк (1970; 2-е изд. 1973; редактор)
- Вторая мировая война и современность (1972, редактор)
- Марксистско-ленинская методология военной истории (1973; 2-е изд. 1976; редактор)
- Очерки советской военной историографии (1974, редактор)
- Проблемы военной истории (1975)
- Братство по оружию (1975; совм. с Э. Ядзяком)
- Фельдмаршал М. И. Кутузов: жизнь и полководческая деятельность (1978; 3-е изд. 1988)
- Партия и армия (1980, редактор)
- Подвиг народа (1981, редактор)
- Работа партийных организаций в период Великой Отечественной войны 1941—1945 гг.: документы и материалы (тт. 1—2, 1982, редактор)
- Причины возникновения Второй мировой войны (1982, совм. с Ю. В. Бромлеем и Е. М. Жуковым)
- Мужество и братство (1982, совм. с Т. Борнот Пубильонесом, В. В. Вольским и И. Н. Шкадовым)
- Критика основных концепций буржуазной историографии Второй мировой войны (1983, в соавт. с Е. Н. Кульковым и А. С. Якушевским)
- О войне и военной истории (1984)
- История военного искусства (1984; 2-е изд. 1986; редактор)
- О прошлом во имя будущего. Вторая мировая война: причины, итоги, уроки (1985, редактор)
- Освободительная миссия Советских Вооружённых сил в Европе во Второй мировой войне (1985, редактор)
- Великая Отечественная народная (1985, редактор)
- Преступные цели гитлеровской Германии в войне против Советского Союза: документы и материалы (1987, редактор)
- Бородино. 1812 (1987; 2-е изд. 1989, редактор; посм.)

Статьи
- Подготовка германским генеральным штабом войны против СССР // Поражение германского империализма во Второй мировой войне: статьи и документы (1960)
- Некоторые вопросы изучения истории Отечественной войны 1812 года // Вопросы истории, 1962, № 6
- КПСС в авангарде борьбы с фашизмом в годы Второй мировой войны // Великая партия Ленина (1963)
- В. И. Ленин и военная история" // В. И. Ленин и историческая наука (1968)
- Актуальные проблемы исследования Великой Отечественной войны // Вопросы истории, 1977, № 5
- Научные итоги и опыт разработки труда по истории второй мировой войны // Вопросы истории, 1985, № 9
- Некоторые вопросы встречного сражения крупных танковых группировок // Военная мысль, 1964, № 2
- КПСС - организатор победы в Великой Отечественной войне // Военно-исторический журнал, 1965, № 5
- В. И. Ленин и военно-историческая наука // Военно-исторический журнал, 1970, № 4
- Наступление русской армии летом 1917 года в военно-политических планах Антанты// Военно-исторический журнал, 1982, № 3
- Классики марксизма-ленинизма о войне и военной истории // Военно-исторический журнал, 1983, № 3
- Развитие ленинского учения о защите социалистического Отечества в материалах XXVII съезда КПСС // Военно-исторический журнал, 1986, № 7

## Награды и звания
- орден Октябрьской Революции
- орден Отечественной войны I степени (11.03.1985)[5]
- орден Трудового Красного Знамени
- три ордена Красной Звезды (7.2.1943, …)
- орден «За службу Родине в Вооружённых Силах СССР» III степени[6]
- медали.
- Сталинская премия III степени (1952) — за научный труд «Контрнаступление Кутузова в 1812 году» (1950)
- Ленинская премия (1982)
- Почётный гражданин Вязьмы (1985)
- зарубежные ордена и медали.